# Курилов, Владимир Ильич
Владимир Ильич Курилов (2 декабря 1926 — 16 мая 1998) — снайпер 986-го стрелкового полка, 230-й стрелковой дивизии, 9-го стрелкового корпуса, 5-й ударной армии, 1-го Белорусского фронта, ефрейтор.

## Биография
Родился 2 декабря 1926 года в городе Мариуполь ныне Донецкой области. Окончил 6 классов. Работал на заводе «Азовсталь».
В Красной Армии с ноября 1943 года. Пройдя обучение, служил снайпером. Участник Великой Отечественной войны с ноября 1943 года. Отличился в боях на подступах к Берлину и в городе 20—28 апреля 1945 года. 2 мая 1945 года на одной из колонн рейхстага В. И. Курилов одним из первых оставил свой автограф: «Мы из Донбасса — Владимир Курилов».
Указом Президиума Верховного Совета СССР 15 мая 1946 года «за образцовое выполнение боевых заданий командования и проявленные при этом мужество и героизм» ефрейтору Курилову Владимиру Ильичу присвоено звание Героя Советского Союза с вручением ордена Ленина и медали «Золотая Звезда».
После войны демобилизован. Жил в Мариуполе. Работал на заводе «Азовсталь». Умер 16 мая 1998 года.